# Earl Slick
Earl Slick (geboren als Frank Madeloni, New York, 1 oktober 1952) is een Amerikaans gitarist. Hij is voornamelijk bekend van zijn samenwerkingen met David Bowie, John Lennon, Yoko Ono en Robert Smith. Daarnaast heeft hij een aantal solo-albums uitgebracht en vormde hij samen met Stray Cats-leden Slim Jim Phantom en Lee Rocker de band Phantom, Rocker & Slick.

## Carrière
Aan het begin van de jaren '70 bouwde Slick een reputatie op als gitarist in de band Mack Truck, waar hij samen met de broers Jimmie en Jack Mack en Jan Fairchild in zat. Ook werkte hij samen met de Schotse singer-songwriter Jim Diamond in het duo Slick Diamond, dat in de tweede helft van het decennium een aantal optredens gaf.
In 1974 nam David Bowie Slick aan als gitarist voor de Diamond Dogs Tour als vervanger van Mick Ronson. In deze hoedanigheid is hij te horen op het album David Live. Ook speelde hij gitaar op Bowies studioalbums Young Americans en Station to Station. Hierna kreeg hij ruzie met het management van Bowie en werd hij voor de Isolar – 1976 Tour vervangen door Stacey Heydon. Hij concentreerde zich hierna meer op studio-opnamen en werkte samen met voormalig Mott the Hoople-zanger Ian Hunter, met de voormalige Beatle John Lennon en zijn vrouw Yoko Ono, en stelde hij zijn eigen soloband samen, de Earl Slick Band. Hiermee bracht hij in 1976 de albums Razor Sharp en Earl Slick Band uit. In 1980 richtte Slick samen met singer-songwriter Joe Cerisano de band Silver Condor op. In 1981 brachten zij het album Silver Condor uit. Tijdens de opnamesessies van dit album werd hij door Lennon en Ono uitgenodigd om gitaar te spelen op hun album Double Fantasy; uit deze sessies ontstond ook het album Milk and Honey uit 1984. Slick was ook te horen op Season of Glass, een solo-album van Ono uit 1981.

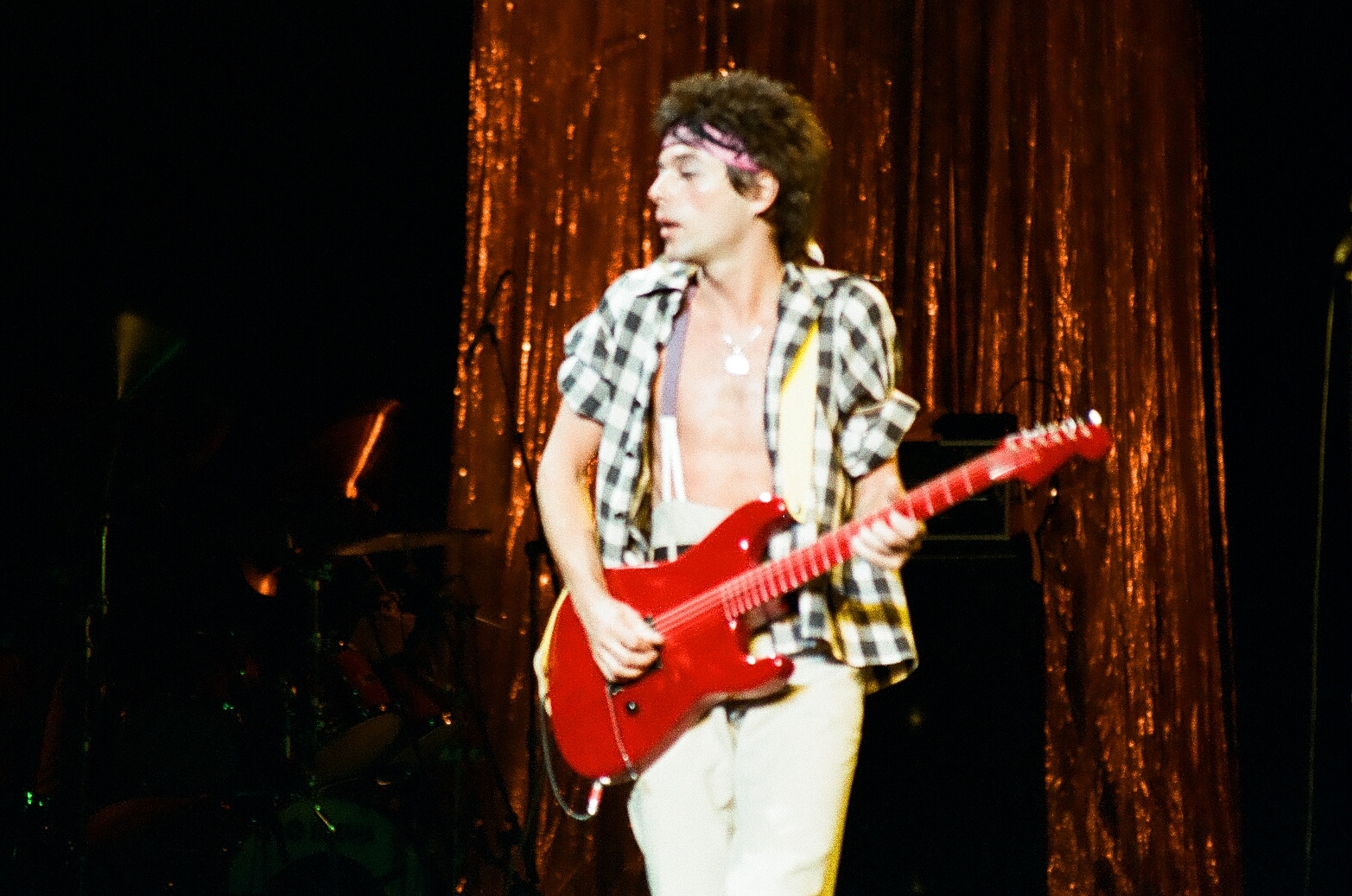
Earl Slick tijdens de Serious Moonlight Tour van David Bowie in 1983.

In 1983 keerde Slick terug in de liveband van David Bowie en nam hij deel aan de Serious Moonlight Tour ter promotie van het album Let's Dance. De gitaar op het album zelf werd gespeeld door Stevie Ray Vaughan, maar hij verliet de band vlak voor de start van de tournee vanwege een meningsverschil met het management van Bowie. Slick werd op het laatste moment als vervanger gevraagd vanwege zijn eerdere werk met Bowie. Tijdens de tournee speelde hij gitaar op het debuutalbum van Box of Frogs en de ep Distortion van Game Theory. Rond die tijd richtte hij ook samen met Stray Cats-leden Slim Jim Phantom en Lee Rocker de band Phantom, Rocker & Slick op. Samen brachten zij twee albums uit met de titels Phantom, Rocker & Slick en Cover Girl. The Rolling Stones-gitarist Keith Richards speelde mee op de single "My Mistake", iets wat Slick later een van de meest memorabele momenten uit zijn carrière noemde. In de tussentijd speelde Slick ook met onder meer Carl Perkins, Eric Clapton, George Harrison, Ringo Starr en Rosanne Cash.
In 1990 zat Slick samen met onder meer David Glen Eisley in de band Dirty White Boy, dat het album Bad Reputation uitbracht. Ook zat hij in 1991 en 1992 korte tijd in de band Little Caesar. Samen met Michael Kamen droeg hij tijdens de jaren '90 ook bij aan een aantal soundtrackalbums, waaronder die van Hudson Hawk en Nothing but Trouble. In 1991 bracht hij zijn derde solo-album In Your Face uit.
In 2002 keerde Slick terug in de band van David Bowie en speelde gitaar op de albums Heathen (2002) en Reality (2003). Slick ging ook mee op de Heathen Tour en de A Reality Tour en is ook te horen op het album en te zien in de concertfilm van deze laatste tournee. Samen met producer Mark Plati bracht Slick het solo-album Zig Zag uit 2003 uit, waarop bijdragen van Bowie, Robert Smith, Joe Elliott, Royston Langdon en The Motels-zangeres Martha Davis te horen zijn. Ook speelde hij gitaar op een remix van het nummer "A Forest" van The Cure, de band van Smith, gemaakt door Plati.
Vanaf 2006 zat Slick in de bands The Eons en Slinky Vagabond. Deze laatste band maakte zijn debuut tijdens het verjaardagsconcert van Joey Ramone in 2007. In 2013 speelde hij gitaar op het album The Next Day, waarmee Bowie na tien jaar zijn comeback maakte. In 2015 zat hij korte tijd in The Yardbirds als vervanger van gitarist Top Topham. In februari 2016 trad hij met Lorde en de leden van Bowies begeleidingsband op tijdens de Brit Awards ter nagedachtenis aan de kort daarvoor overleden Bowie.

## Discografie

### Soloalbums
- 1976: The Earl Slick Band
- 1976: Razor Sharp
- 1981: Silver Condor (met Silver Condor)
- 1986: Phantom Rocker and Slick (met Phantom, Rocker & Slick)
- 1986: Cover Girl (met Phantom, Rocker & Slick)
- 1990: Bad Reputation (met Dirty White Boy)
- 1991: In Your Face
- 1992: Influence (met Little Caesar)
- 2000: Lost and Found
- 2001: Live '76
- 2002: Slick Trax
- 2003: Zig Zag
- 2021: Fist Full of Devils

### Met David Bowie
- 1974: David Live
- 1975: Young Americans
- 1976: Station to Station
- 2002: Heathen
- 2003: Reality
- 2004: A Reality Tour
- 2013: The Next Day
- 2017: Cracked Actor (Live Los Angeles '74) (opgenomen in 1974)
- 2018: Glastonbury 2000 (opgenomen in 2000)
- 2019: Serious Moonlight (opgenomen in 1983; onderdeel van de boxset Loving the Alien (1983–1988))

### Met andere artiesten
- 1980: Double Fantasy (met John Lennon en Yoko Ono)
- 1981: Season of Glass (met Yoko Ono)
- 1984: Milk and Honey (met John Lennon en Yoko Ono)
- 1987: C.Q.F.D...utronc (met Jacques Dutronc)
- 2000: Into the Light (met David Coverdale)
- 2009: Discovery (met Chris Catena)